# 12170 Vanvollenhoven
12170 Vanvollenhoven (tên chỉ định: 2372 T-3) là một tiểu hành tinh vành đai chính. Nó được phát hiện bởi Cornelis Johannes van Houten, Ingrid van Houten-Groeneveld, và Tom Gehrels ở Đài thiên văn Palomar ở Quận San Diego, California, ngày 16 tháng 10 năm 1977. Nó được đặt theo tên Pieter van Vollenhoven, a professor of risk management ở University of Twente và astronomy education enthusiast.